# Susan Hill
Susan Hill (ur. 5 lutego 1942 w Scarborough) – angielska pisarka, autorka popularnych powieści, opowiadań, książek dla dzieci, dramatopisarka, krytyk literacki i dziennikarka.

## Życiorys
W 1958 r. rodzina opuściła Scarborough i przeniosła się do Coventry. W 1963 r. ukończyła King’s College. Została krytykiem literackim, pisała m.in. do „Coventry Evening Post”. Debiutowała jeszcze podczas studiów (w 1961 r.) powieścią „The Enclosure”. W latach 1963–1968 pracowała jako dziennikarka. W 1972 r. została członkiem Royal Society of Literature.
W 1975 r. poślubiła Stanleya Wellsa, z którym zamieszkała w Stratford-upon-Avon. W 1978 r., rok po urodzeniu pierwszej córki Jessiki, przenieśli się do Oksfordu. W 1984 r. urodziła drugą córkę, Imogen, która zmarła pięć tygodni później i została pochowana na starym cmentarzu kościoła św. Mikołaja w Old Marston. W 1985 r. urodziła się ich najmłodsza córka, Clemency. W 1990 r. przenieśli się do Cotswolds.
W 1997 r. założyła własne wydawnictwo Long Barn Books.
Autorka dwóch książek autobiograficznych, The Magic Apple Tree: A Country Year o życiu w Oxfordshire w latach siedemdziesiątych oraz Family o swojej młodości w Scarborough.
Jej powieść Kobieta w czerni została adaptowana na sztukę teatralną w 1987 r. i sfilmowana w 1989 r. oraz sfilmowana w 2012 r.

## Nagrody
- 1971 – Somerset Maugham Award za powieść Jestem królem zamku[4]
- 1972 – Whitbread Book Awards za powieść Ptak nocy[5]
- 1972 – John Llewellyn Rhys Prize za Albatros[6]

## Twórczość

### Powieści
- The Enclosure (1961)
- Do Me a Favour (1963)
- Gentleman and Ladies (1968)
- A Change for the Better (1969)
- I’m the King of the Castle (1970, pol. wydanie Jestem królem zamku 1984)
- Strange Meeting (1971, wyd. pol. Dziwne spotkanie 1981)
- The Bird of Night (1972, wyd. pol. Ptak nocy 1978)
- In the Springtime of the Year (1973, wyd. pol. Wiosną owego roku 1979)
- The Woman in Black - A Ghost Story (1983, wyd. pol. Kobieta w czerni 2012)
- Air and Angels (1991)
- The Mist in the Mirror: A Ghost Story (1992)
- Mrs de Winter (1993, wyd. pol. Pani de Winter)
- The Service of Clouds (1997)
- seria powieści kryminalnych z Simonem Serraillerem:
  - The Various Haunts of Men (2005, wyd. pol. W labiryncie ulubionych miejsc 2006)
  - The Pure in Heart (2006, wyd. pol. Ludzie czystego serca 2006)
  - The Risk of Darkness (2006, wyd. pol. Zagubieni w mroku dusz)
  - The Vows of Silence (2008, wyd. pol. Zaklęci w milczeniu 2008)
  - Shadows in the Streets (2010)
- Corruption
- The Going Down of the Sun
- The Man in the Picture: A Ghost Story (2007)
- The Beacon (2008)
- The Small Hand (2010)

### Zbiory opowiadań
- The Albatross and other stories (1970, wyd. pol. Albatros: opowiadania 1988)
- A Bit of Singing and Dancing (1973, wyd. pol. Trochę śpiewu i tańca 1980)
- Listening to the Orchestra (1997)
- The Boy Who Taught the Beekeeper to Read (2003)

### Książki dla dzieci
- One Night at a Time (1984)
- Mother’s Magic (1985)
- Can it be True? (1987)
- Susie's Shoes (1989)
- Stories from Codling Village (1990)
- I've Forgotten (1990)
- I Won't Go there Again (1990)
- Pirate Poll (1991)
- The Glass Angels (1991)
- Beware, Beware (1993)
- King of King’s (1994)
- The Christmas Collection: An Anthology (1995)
- The Battle for Gullywith (2008)

### Sztuki teatralne
- The Cold Country and Other Plays for Radio (1975)
- Lizard in the Grass (1971)
- On the Face of It (1975)
- The Ramshackle Company (1981)
- Chances (1981)

### Inne
- The Magic Apple Tree (1982, autobiografia)
- Through the Kitchen Window (1984)
- Through the Garden Gate (1986)
- The Lighting of the Lamps (1987)
- Shakespeare Country (1987, współautor Rob Talbot)
- The Spirit of the Cotswolds (1988)
- Family (autobiografia, 1989)
- Reflections from a Garden (współautor Rory Stuart, 1995)
- Howards End is on the landing (2009)